# Joseph Ancillon
Joseph Ancillon (1626-1719) est un juriste lorrain. Émigré huguenot à Berlin, il a fondé la justice française dans le Brandebourg.

## Biographie
Fils d’Abraham Ancillon, jurisconsulte et procureur, et d’Esther de Marsal, Joseph Ancillon voit le jour à Metz, dans les Trois-Évêchés, le 18 novembre 1626. Après la révocation de l’édit de Nantes, Joseph Ancillon émigre en Prusse pour vivre librement sa foi. À partir de 1699, Joseph Ancillon fait fonction de Oberrichter, président de la Cour suprême pour la colonie française du Brandebourg.
Joseph Ancillon décéda en 1719, à Berlin.
Il est le père du médecin Paul Ancillon (1666-1712) et l’oncle de Charles Ancillon (1659-1715).

## Publications
- Traité de la différence des biens meubles, et immeubles de fonds et de gagières, dans la coutume de Metz : avec un sommaire du droit des offices, ainsi qu'il peut être réglé dans la même coutume, Brice Antoine, Metz, 1698.